# Sorche
Sorche (persisch سرخه, auch Umschrift als Sorkheh) ist eine Kleinstadt und die Hauptstadt des Landkreises Sorche in der Provinz Semnan des Iran. Bei der Volkszählung im Jahr 2006 betrug ihre Bevölkerung 9.062 Einwohner in 2.686 Familien.
Die Sprache Sorchei wird in Sorche gesprochen.

## Söhne der Stadt
- Hassan Rohani (1948–), Staatspräsident des Iran[3]:55